# مرسدس-بنز کلاس-بی
مرسدس-بنز کلاس-بی یک کامپکت ام‌پی‌وی است که در ماه مارس سال ۲۰۰۵، توسط خودروساز آلمانی، مرسدس-بنز معرفی شد. خودروهای کلاس-بی در اصل بزرگ شده خودروهای کلاس-آ هستند زیرا از موتور، فنر و کمک فنر یکسانی بهره می‌گیرند. در خودروهای کلاس بی نیز همانند خودروهای کلاس ای، چرخهای جلو محرک هستند.
طبق تعریف شرکت مرسدس-بنز، کلاس-بی یک مینی‌ون کامپکت شرکتی است و طبق طبقه‌بندی اروپایی خودروها در سگمنت ام قرار می‌گیرد؛ با این وجود، سازمان یورو ان‌سی‌ای‌پی این خودرو را یک هاچ‌بک می‌داند.
نخستین نسل این خودرو تا بهار سال ۲۰۰۵ در اروپا و تا پاییز ۲۰۰۵ در کانادا ترخیص شدند. همچنین برنامه‌هایی برای ورود نسل اول این خودرو از راه مکزیک به ایالات متحده وجود داشت. در ۲۰ دسامبر ۲۰۱۳، این خودرو موفق به ثبت رکورد فروش ۱ میلیون دستگاه از سال ۲۰۰۵ شد.

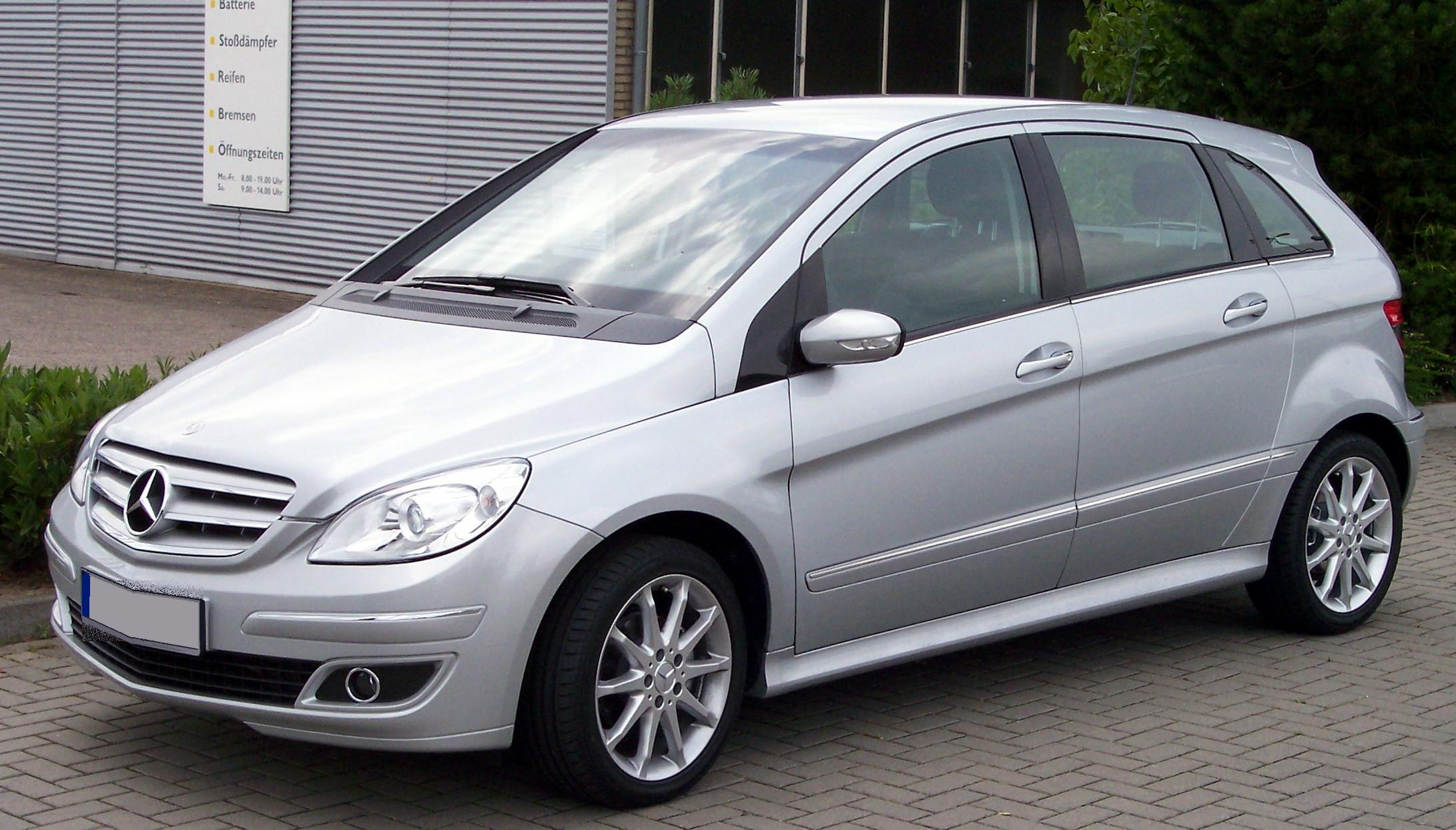
نخستین نسل مرسدس-بنز کلاس-بی، اتاق دبلیو۲۴۵
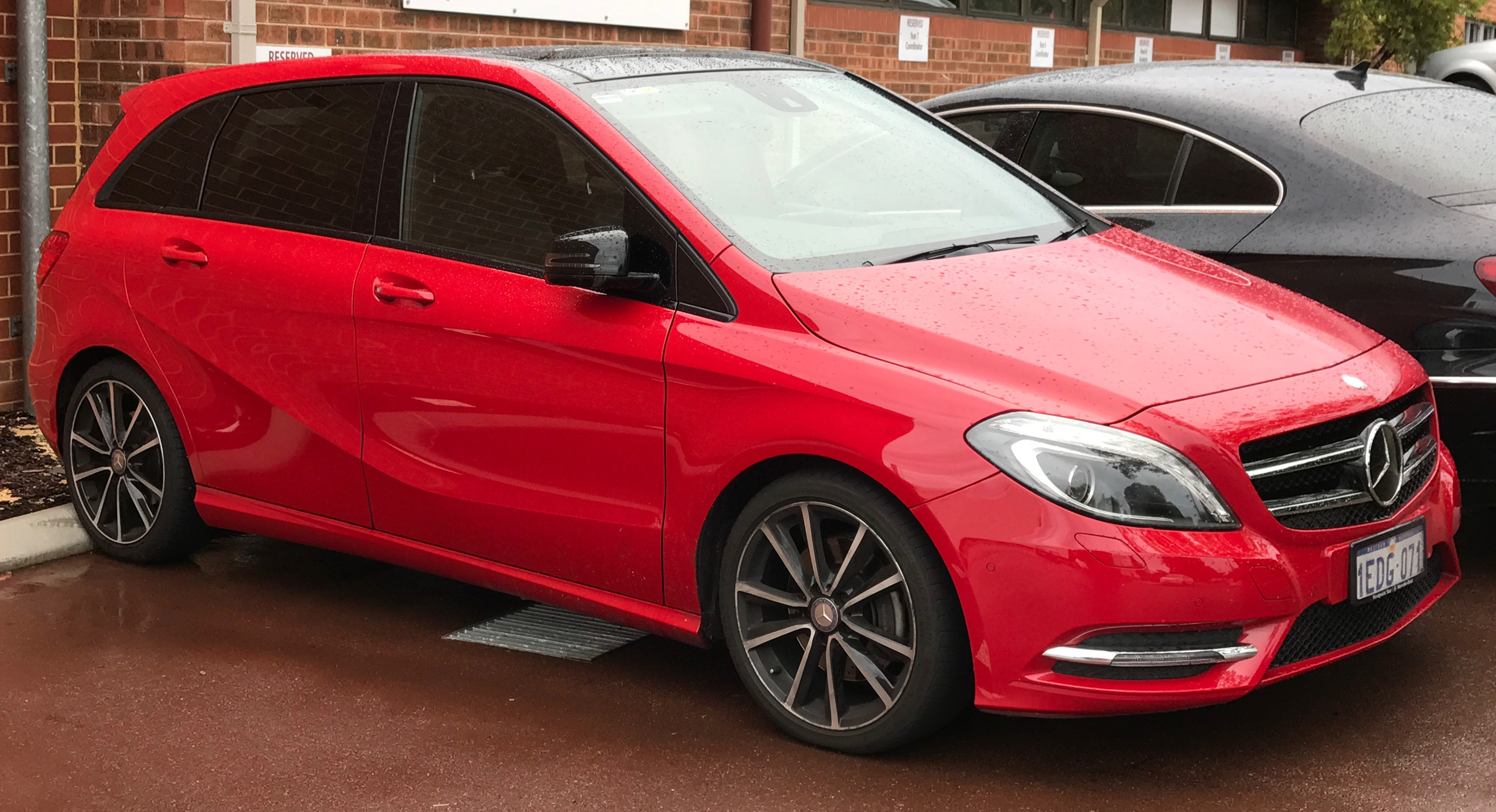
دومین نسل مرسدس-بنز کلاس-بی، اتاق دبلیو۲۴۶
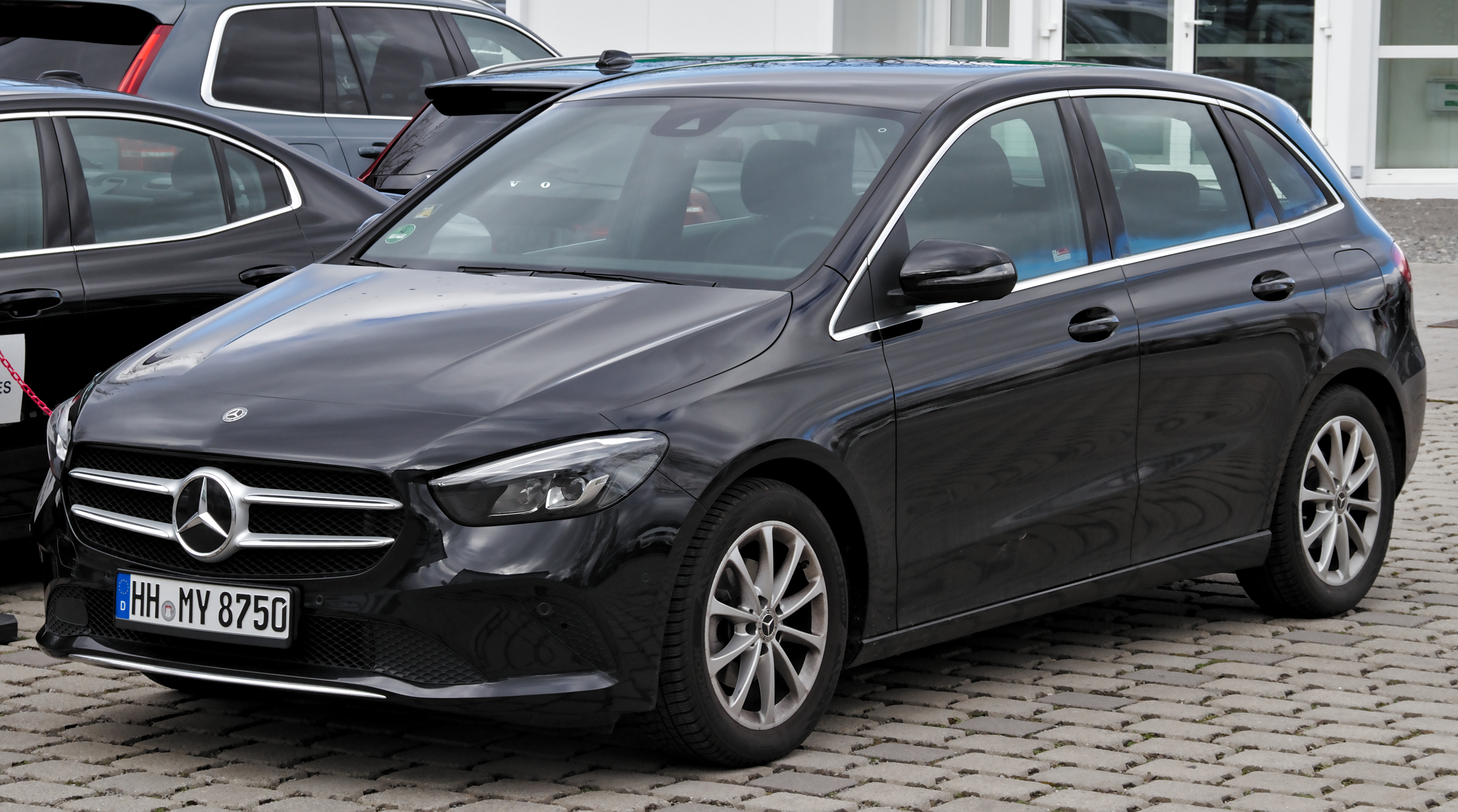
سومین نسل مرسدس-بنز کلاس-بی، اتاق دبلیو۲۴۷